# Andy Cowell
Andy Cowell (12 febbraio 1969) è un manager e ingegnere britannico, membro della Institution of Mechanical Engineers e della Royal Academy of Engineering.
È CEO e team principal dell'Aston Martin, squadra di Formula 1.

## Carriera
Cowell dopo aver studiato ingegneria all'università si è unito alla Cosworth specializzandosi nella progettazione e nello sviluppo di motori di Formula 1. Nel 1998, l'ingegnere britannico è stato responsabile del gruppo di progetto ingegneristico per la fascia alta dell'innovativo motore CK, che ha portato la scuderia Stewart Grand Prix, con Johnny Herbert come pilota, alla vittoria nel Gran Premio d'Europa 1999. Per la scuderia è stata la prima e unica vittoria in F1.
L'anno seguente lavora per la BMW, guidando il gruppo di ingegneri che ha progettato il motore Williams-BMW del 2001. Un motore che portò la scuderia a ottenere 4 pole position, 8 giri veloci e vincere quattro gare,  con Ralf Schumacher e una con Juan Pablo Montoya alla guida.
Cowell dopo la esperienza in BMW torna alla Cosworth come Principal Engineer progettando e sviluppando i motori fino al 2003. Successivamente passa alla Mercedes-Ilmor con il medesimo ruolo progettando il motore FQ V10 e il motore V8 di Ilmor prima di assumere la supervisione della leadership tecnica e del programma di tutti i progetti di motori, incluso il sistema KERS Hybrid, che ha debuttato nel 2009.
Da luglio 2008 a gennaio 2013 Cowell ha ricoperto il ruolo di Engineering Director per Mercedes-Benz High Performance Engines con la responsabilità tecnica e di programma di tutti i progetti di motori, compresa l'organizzazione e la strategia del gruppo ingegneristico. Nel gennaio 2013, Cowell viene promosso ad amministratore delegato sostituendo Thomas Fuhr, è stato in questo ruolo che ha supervisionato lo sviluppo dell'innovativa PU106A V6 Hybrid Power Unit; che ha continuato a equipaggiare con successo la F1 W05 Hybrid vincitrice del campionato 2014 di Formula 1 ed è stato unanimemente considerato il miglior propulsore nel primo anno dell'era turbo-ibrida.
Sotto la guida di Cowell la Mercedes-Benz High Performance Engines ha portato il team ufficiale a vincere ben 12 titoli mondiali in sei anni. Nel giugno 2020 Cowell decide di lasciare la Mercedes per cercare nuove sfide, al suo posto venne scelto Hywel Thomas.
Il 10 gennaio 2025 viene annunciato ufficialmente che Cowell ricoprirà il ruolo di CEO del team di Formula 1, Aston Martin.